# Diana Lynn

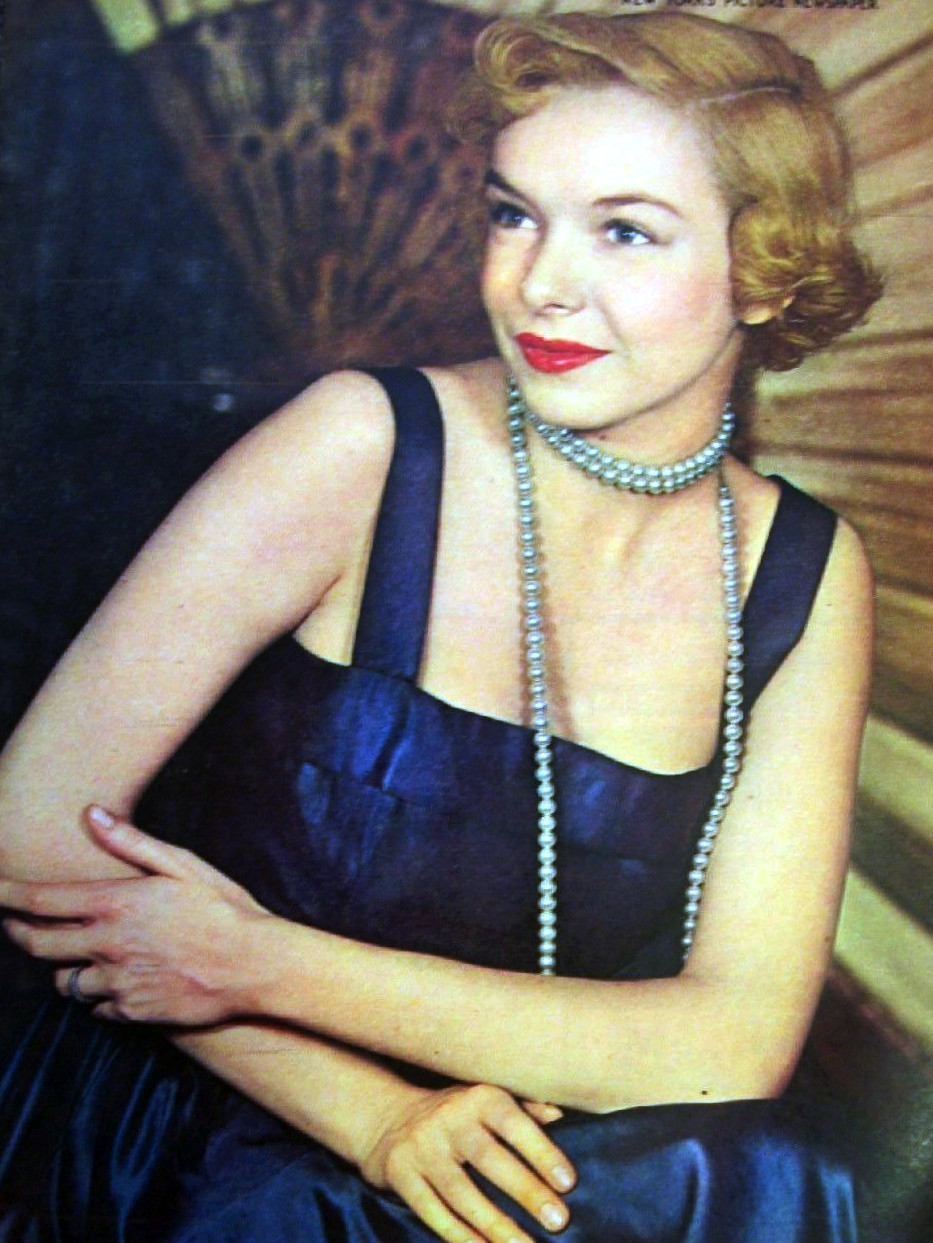
Diana Lynn (1950)

Diana Lynn (* 5. Juli 1926 in Los Angeles, Kalifornien, als Eartha Loehr; † 18. Dezember 1971 in New York City, New York) war eine amerikanische Schauspielerin und Pianistin.

## Leben
Diana Lynn begann mit vier Jahren Klavier zu spielen und wurde schon mit 12 Jahren Teil des Jugendsinfonieorchesters von Los Angeles. Sie wurde für den Film entdeckt und gab ihr Filmdebüt 1939 mit 13 Jahren als Klavierspielerin im Musicalfilm Musik fürs Leben. Sie war auch in dieser Branche schon im Jugendalter eine erfolgreiche Schauspielerin, beispielsweise bewies sie ihr komödiantisches Talent als kleine Freundin und Verbündete von Ginger Rogers in der Komödie Der Major und das Mädchen von 1942, mit der Billy Wilder sein amerikanisches Regiedebüt gab. Einen ähnlichen Auftritt als altkluges Mädchen absolvierte sie in der Preston-Sturges-Komödie Sensation in Morgan’s Creek aus dem Jahr 1944.
Lynn schaffte ab Mitte der 1940er-Jahre den Sprung ins Erwachsenenfach problemlos, unter anderem spielte sie neben Cary Grant in der Komödie Jedes Mädchen müßte heiraten (1948) und übernahm die Hauptrolle im Abenteuerfilm Robin Hoods Vergeltung (1950). Sie wurde bevorzugt in leichten Komödien eingesetzt, mit gelegentlichen Ausnahmen wie etwa dem Kriminalfilm Der Mordprozess O’Hara (1951) an der Seite von Spencer Tracy. Anfang der 1950er-Jahre war sie an der Seite von Dean Martin und Jerry Lewis in den Irma-Filmkomödien zu sehen, die den Einstieg von Martin und Lewis im Filmgeschäft bedeuteten. 1955 spielte sie erneut neben Lewis in der Komödie Man ist niemals zu jung, einem Remake von Der Major und das Mädchen. Im selben Jahr besetzte man sie auch im Western Der Mann aus Kentucky, dem Regiedebüt von Burt Lancaster, der ebenfalls die Hauptrolle übernahm. 
Im Zweiten Weltkrieg trat Lynn auch als Pianistin in der Truppenunterhaltung auf und veröffentlichte im Jahr 1947 drei Alben, unter anderem mit Musik von Mozart.
1956 heiratete Lynn in zweiter Ehe Mortimer Hall, den Sohn der bekannten Verlegerin Dorothy Schiff. Lynn und Hall führten eine glückliche Ehe und bekamen vier Kinder. Mit Beginn der Ehe schraubte Lynn ihr Drehpensum zurück und übernahm keine Kinorollen mehr, war allerdings häufiger als Gastdarstellerin im Fernsehserien sowie als Theaterschauspielerin – etwa am Broadway – zu sehen. Kurz vor ihrem Tod wurde Lynn angeboten, mit der Rolle der Helene in dem Film Spiel dein Spiel neben Anthony Perkins ihren ersten Kinofilm seit über 15 Jahren zu drehen. Diana Lynn sagte zu, erlitt jedoch vor Beginn der Dreharbeiten einen Schlaganfall, an dessen Folgen sie neun Tage später im Alter von nur 45 Jahren starb.  Sie besitzt zwei Sterne auf dem Hollywood Walk of Fame, einen für Film und einen für Fernsehen.

## Filmografie (Auswahl)
- 1939: Musik fürs Leben (They Shall Have Music) nicht im Abspann
- 1941: Zauber der Musik (The Hard-Boiled Canary)
- 1942: Der Major und das Mädchen (The Major and the Minor)
- 1942: Star Spangled Rhythm
- 1944: Sensation in Morgan’s Creek (The Miracle of Morgan’s Creek)
- 1944: Our Hearts Were Young and Gay
- 1945: Out of this World
- 1946: Our Hearts Were Growing Up
- 1947: Mädchen für Hollywood (Variety Girl)
- 1948: Ohne Erbarmen (Ruthless)
- 1948: Texas, Brooklyn and Heaven
- 1948: Jedes Mädchen müßte heiraten (Every Girl Should Be Married)
- 1949: My Friend Irma
- 1950: Paid in Full
- 1950: Robin Hoods Vergeltung (Rogues of Sherwood Forest)
- 1950: Irma, das unmögliche Mädchen (My Friend Irma Goes West)
- 1950: Verliebt, verlobt, verheiratet (Peggy)
- 1951: Bedtime for Bonzo
- 1951: Der Mordprozeß O’Hara (The People Against O’Hara)
- 1953: Das geheimnisvolle Testament (Plunder of the Sun)
- 1954: Spur in den Bergen (Track of the Cat)
- 1955: Man ist niemals zu jung (You’re Never Too young)
- 1955: Der Mann aus Kentucky (The Kentuckian)
- 1956–1959: Playhouse 90 (Fernsehserie, 5 Folgen)
- 1964: Amos Burke (Burke’s Law, Fernsehserie, 2 Folgen)
- 1965: Die Leute von der Shiloh Ranch (The Virginian, Fernsehserie, Folge 3x22)
- 1970: Company of Killers (Fernsehfilm)